# Varga István (pedagógus, 1952–2007)
Varga István (Nagyszalonta, 1952. március 26. – Békéscsaba, 2007. november 4.) fizika szakos magyar középiskolai tanár.

## Élete, szakmai tevékenysége
Diplomáját a Temesvári Egyetemen, fizika szakon szerezte 1976-ban. Ezt követően egy tanéven át Élesden, az ottani gimnáziumban tanított, majd visszatért szülővárosába, Nagyszalontára, ahol 10 éven át az Arany János Gimnázium tanára volt.
1989-ben áttelepült Magyarországra, Békéscsabán telepedett le. Itt 1989–1995 között a Széchenyi István Közgazdasági Szakközépiskola, majd 1995–2005 között a Tevan Andor Gimnázium és Nyomdaipari Szakközépiskola tanára volt. Iskoláját 2005-ben összevonták két másik békéscsabai iskolával, így ettől kezdve egészen haláláig a Szent-Györgyi Albert Gimnázium, Szakközépiskola és Kollégiumban tanított.
Szakmai tevékenysége már nagyszalontai tanárságának idején is átnyúlt a határokon. Feladatai, cikkei rendszeresen megjelentek a szovjetunióbeli és a magyarországi szaklapokban: Kvant, Középiskolai Matematikai és Fizikai Lapok, A Matematika Tanítása, Fizikai Szemle. Áttelepülése után bekapcsolódott az általános iskolásoknak szóló Abacus című folyóirat fizika rovatának szerkesztésébe. Ezt a tevékenységet (feladatok kitűzése, a megoldások értékelése, a pontverseny adminisztrációja) gyakorlatilag egymaga végezte. Emellett továbbra is az egyik legaktívabb feladatkitűzője maradt a KöMaL fizika rovatának.
Magyarországon tagja lett az Eötvös Loránd Fizikai Társulatnak, több cikluson keresztül a megyei csoport vezetőségi tagja, 1993–97 között a megyei csoport elnöke volt. Az ő kezdeményezésére jött létre Békéscsabán 1994-ben az első „Játsszunk fizikát!” kiállítás, amely azóta háromévente ismétlődő rendezvénnyé nőtte ki magát. Éveken át vezette a Békéscsabán működő megyei Olimpiai Fizika Szakkört, melynek résztvevői jelentős országos és nemzetközi eredményeket értek el.
Jelentős szerepet vállalt a helyi és országos versenyek szervezésében és lebonyolításában is. (Mikola Sándor Országos Tehetségkutató Fizikaverseny, Vermes Miklós Fizikaverseny, Budó Ágoston Fizikaverseny, Bay Zoltán Fizikaverseny, Fényes Imre Olimpiai Válogatóverseny, Eötvös Verseny.) Rendszeres résztvevője az országos középiskolai fizikatanári ankétoknak, több alkalommal műhelyfoglalkozásokat is vezetett a részt vevő kollégáknak. Az 1997-es békéscsabai fizikatanári ankét egyik helyi szervezője volt. Tehetséggondozó munkáját a nyári szünetekben is folytatta: Közel tíz éven át, minden nyáron országos fizika tábort szervezett Békéscsabán a fizika iránt érdeklődő legjobb diákoknak.

## Publikációk
- Négyszögletes kerék, A 107. probléma - A 107. probléma megoldása – A 108. probléma, (társszerzővel), Fizikai Szemle, 1992, 6. szám, 240.
- Az 1991. évi Vermes Miklós Emlékverseny, Fizikai Szemle, 1992, 6. szám, 237.
- Négyszögletes kerék, A 108. probléma - A 108. probléma megoldása – A 109. probléma, Fizikai Szemle, 1992, 7. szám, 280.
- Négyszögletes kerék, A 121. probléma - A 121. probléma megoldása – A 122. probléma, Fizikai Szemle, 1993, 12. szám, 514.
- Négyszögletes kerék, A 122. probléma - A 122. probléma megoldása – A 123. probléma, (társszerzőkkel), Fizikai Szemle, 1994, 1. szám, 44.
- Négyszögletes kerék, A 130. probléma - A 130. probléma megoldása – A 131. probléma, (társszerzővel), Fizikai Szemle, 1995, 7. szám, 252.
- Négyszögletes kerék, A 139. probléma és megoldása, Fizikai Szemle, 2006, 8. szám, 281.
- Fizika az Abacusban – Az 1995–2008. évi Abacusokban megjelent elméleti és kísérleti feladatok (társszerzőkkel), Kecskemét, MATEGYE Alapítvány, 2015. ISBN 978 615 80339 1 6

## Díjak, kitüntetések
- 1995 Vándorplakett
- 1997 Vermes Miklós-díj
- 1999 Mikola Sándor-díj
- 1999 Ericsson-díj
- 1999 Békéscsaba Kiváló Pedagógusa
- 2006 Pedagógus Kutatói Pályadíj
- 2008 Fényes Imre-díj

## Emlékezete
A soproni Vermes Miklós Országos Fizikus Tehetségápoló Alapítvány díjat alapított Varga István-emlékérem néven. A díjat azok a fizikatanárok kaphatják, akik a tanulók kísérleteztetése terén kiemelkedő munkát végeznek. (Az érem előlapján Varga István arcképe, hátlapján nagyszalontai látkép. A díj leírása és fényképe elérhető a Külső hivatkozások segítségével!)

## Külső hivatkozások
Varga István-emlékérem – A soproni Vermes Miklós Országos Fizikus Tehetségápoló Alapítvány emlékérme.